# Правило Гольдшмидта
Правило Гольдшмидта (Закон Гольдщмидта; Основной закон геохимии) — Общая распространенность химического элемента и его изотопов в природе зависит главным образом от свойств их атомных ядер, а поведение в природных геохимических процессах — от свойств наружной электронной оболочки их атомов.
Распределение химических элементов в земной коре в связи с химическими и физическими свойствами атомов, а также с особенностями их поведения в кристаллической решетке.
Открыт в 1926 году (Законы кристаллохимии) и названо по фамилии его открывателя — Виктора Морица Гольдшмидта.
Правило в геохимии и кристаллохимии, о том, что полный изоморфизм возможен лишь между атомами, ионные радиусы которых различаются на 10-15 %.

## Описание
Правило определяет координационное число катиона в зависимости от отношения радиуса катиона к радиусу аниона.
| Координационное число | Координационный полиэдр                                   | Радиус катиона / радиус аниона |
| --------------------- | --------------------------------------------------------- | ------------------------------ |
| 12                    | кубооктаэдр                                               | 1,000                          |
| 9                     | центрированная по вертикальным граням тригональная призма | 0,732                          |
| 8                     | куб                                                       | 0,732                          |
| 8                     | квадратная антипризма                                     | 0,645                          |
| 7                     | октаэдр с одной центрированной гранью                     | 0,592                          |
| 6                     | октаэдр                                                   | 0,414                          |
| 4                     | тетраэдр                                                  | 0,215                          |
| 3                     | треугольник                                               | 0,155                          |